# Nhandumirim
Nhandumirim (il cui nome significa "piccolo nandù") è un genere estinto di dinosauro vissuto nel Triassico superiore, circa 237-227 milioni di anni fa (Carnico), in quella che oggi è la Formazione Santa Maria del bacino del Paraná, in Brasile. Il genere contiene una singola specie, ossia N. waldsangae.
I resti di Nhandumirim includono alcune vertebre dorsali, sacrali, e caudali, un ileo, uno chevron, e parte della gamba destra, riferibili ad un singolo individuo. Le caratteristiche generali di Nhandumirim sono simili a quelle dei dinosauri suoi coevi: le vertebre non mostrano pneumatizzazione ma una debole laminazione. Il sacro è formato da tre vertebre, l'ileo è corto e privo di una lamina preacetabolare allungata, il femore è sigmoide con il troncatere anteriore ridotto e posto distalmente, il quarto troncatere è asimmetrico,i condili distali non sono particolarmente arrotondati, la tibia non è espansa trasversalmente nella sua terminazione distale, la fibula è robusta. L'unico esemplare noto è costituito da un esemplare giovane.
Marsola et al. (2019) classificano Nhandumirim come un dinosauro Saurischio, potenzialmente attribuibile a Theropoda. Nhandumirim rappresenterebbe il teropode più antico del paese.